# Ujanko

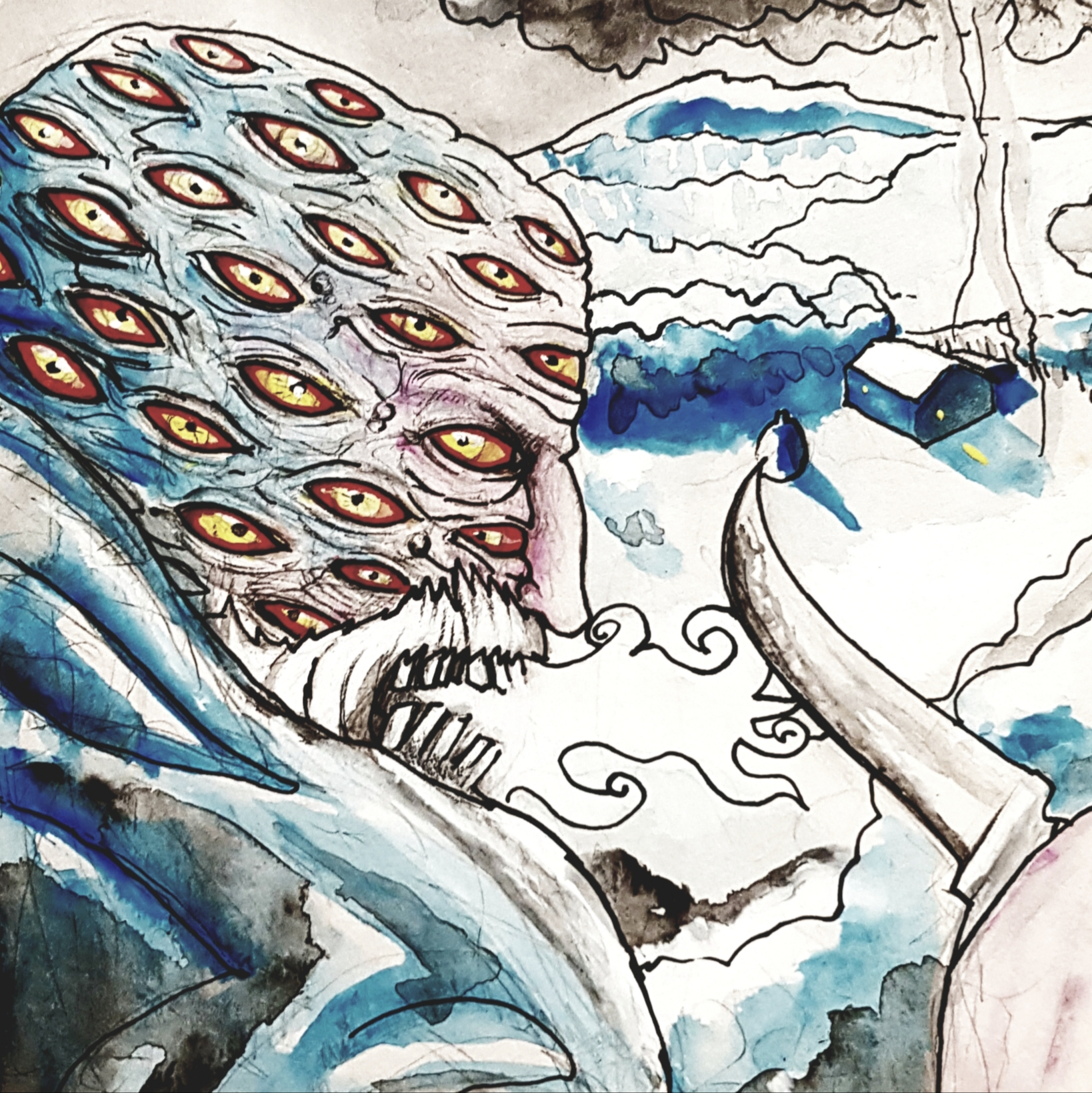
Al voltant de Jaitz, es coneixia com Ujanko un personatge amb tants ulls, que cada dia en perdia un i es tornava com en Tartalo el dia de Cap d'Any.

Ujanko és un personatge de la mitologia basca que apareix la nit de Cap d'Any, que té tants ulls i pupil·les com dies hi ha a l'any. És comparable a l'Olentzero.

## Un personatge de la Nit de Nadal[calcitació]
Joxemiel Barandiaran esmenta aquest terrible personatge en les seves obres.
Sembla que se n'ha sentit a parlar només pels voltants del poble de Jaitz, almenys amb aquest nom i aquestes característiques.
Barandiaran no el compara amb l'Olentzero, només diu que té una "relació de calendari" (Cap d'Any) i que sembla que hi ha un paral·lelisme.
El nombre incalculable dels seus ulls li dona un paper d'espia per a la dama Eguzki amandrea i la capacitat de vetllar pels nens com ho fan el Pare Noel, l'Olentzero o Déu. Poden saber si els nens han estat simpàtics o entremaliats, perquè ho veuen tot, i els prometen que els recompensaran segons el seu comportament.
Als Països Catalans hi ha un personatge mitològic equiparable, l'home dels nassos, que també apareix la nit de Cap d'Any i té tants nassos com dies hi ha a l'any.